# 배재철
배재철(裵宰徹, 1969년 ~ , 대구광역시)은 대한민국의 성악가(테너)이다.

## 학력
- 한양대학교 성악과 졸업
- 이탈리아 베르디 음악원 수료

## 생애
1996년 시미오니토에서 1등 없는 2등, 1998년 도밍고 오페아리타 특별상, 1999년 하오메 아라갈 1등, 2000년 프란체스카 화뜨르 1등에 오르는 등 유럽 각지의 콩쿨을 휩쓸었다.
2000년 에스토니아 국립오페라단의 '라보엠'으로 데뷔했다. 세계적으로도 희귀한 '리리코 스핀토'의 목소리를 가지고 있다. 일본에서도 2003년 9월 첫 공연을 시작으로 다수의 팬을 확보했다.
'아시아 오페라 사상 최고의 테너'라는 평을 받으면서 유럽에서 활동하던 중 2005년 10월 갑상선암으로 판명돼 성대와 횡격막 신경을 잘라내는 수술을 받았다. 이 수술로 목소리와 오른쪽 폐의 기능을 상실했다. 2006년 4월 25일 교토에서 잇시키 노부히코 교수의 목소리 성대회복 수술을 받고 2008년 12월 무대에 복귀했다.

## 관련 영화
2014년 12월 31일 배재철을 모델로 한 영화 《더 테너: 리리코 스핀토》가 개봉했다. 2016년 3월 29일 일본 국회에서 일본 국회의원과 보좌관 등이 자리한 가운데 《더 테너: 리리코 스핀토》의 상영회가 열렸고, 배재철은 영화 상영 후 일본 엔카의 여왕 미소라 히바리의 대표곡 '가나시이 사케'(슬픈 술)을 기타 반주에 맞춰 노래를 불렀다.